# Karambole
Karambole lub Karambol oraz Jak przyspieszyć swoją karierę (fr. Carambolages) – francuska czarna komedia z 1963. W jednej z ról wystąpił Louis de Funès.

## Fabuła
Główny bohater filmu, młody karierowicz Paul Martin, pracuje w dużej firmie turystycznej. Liczy on, że po przejściu na emeryturę swego przyszłego teścia, pana Brossarda, on zajmie jego miejsce. Jednak zmiana przepisów emerytalnych sprawia, że Brossard pozostaje na stanowisku. Wówczas Paul postanawia zlikwidować prezesa firmy, pana Charolais'a, co ułatwiłoby mu upragniony awans. Kolejne próby pozbycia się szefa kończą się niepowodzeniem. W końcu jednak wskutek niezależnego od Paula zbiegu okoliczności zostaje on prezesem firmy.

## Obsada
- Jean-Claude Brialy – Paul Martin
- Louis de Funès – Norbert Charolais, prezes firmy turystycznej
- Michel Serrault – komisarz Boudu
- Sophie Daumier – Solange
- Anne Tonietti – Danielle Brossard
- Henri Virlojeux – pan Brossard, ojciec Danielle
- Alfred Adam – Beaumanoir
- René Clermont – Frépillon
- Jean Ozenne – Dalayrac
- Jacques Dynam – Marcheron
- Gisèle Grandpré – pani Charolias, żona Norberta
- Gilberte Géniat – pani Brossard, matka Danielle
- Marcelle Arnold – Andrea, sekretarka prezesa
- René Hell – pan Martin, ojciec Paula
- Alain Delon – pan Lambert
- Michel Modo – listonosz
- Paul Gay – spiker w TV